# Liste der Kulturgüter in Wolfwil
Die Liste der Kulturgüter in Wolfwil enthält alle Objekte in der Gemeinde Wolfwil im Kanton Solothurn, die gemäss der Haager Konvention zum Schutz von Kulturgut bei bewaffneten Konflikten, dem Bundesgesetz vom 20. Juni 2014 über den Schutz der Kulturgüter bei bewaffneten Konflikten sowie der Verordnung vom 29. Oktober 2014 über den Schutz der Kulturgüter bei bewaffneten Konflikten unter Schutz stehen.
Objekte der Kategorie A sind im Gemeindegebiet nicht ausgewiesen, Objekte der Kategorie B sind vollständig in der Liste enthalten, Objekte der Kategorie C fehlen zurzeit (Stand: 1. Januar 2023).

## Kulturgüter
| Foto |                                                                                | Objekt                                              | Kat. | Typ | Standort                        | Beschreibung |
| ---- | ------------------------------------------------------------------------------ | --------------------------------------------------- | ---- | --- | ------------------------------- | --- |
| ja   | Datei hochladen · Wikidata zu Gasthaus Kreuz (Q29881398)                       | Gasthaus Kreuz KGS-Nr.: 04757                       | B    | G   | Fahrstrasse 15 627190 / 235218  | Patrizierlandhaus, nachmals Gasthof zum Kreuz (1740–43, aufgestockt 1790/91, evtl. nach Plänen von Paolo A. Pisoni)        |
| ja   | Datei hochladen · Wikidata zu Katholische Kirche Mariä Himmelfahrt (Q29881401) | Katholische Kirche Mariä Himmelfahrt KGS-Nr.: 04758 | B    | G   | Kirchstrasse 1 627320 / 235439  | 1616–1620 erbaute Kirche mit Dachreiter (1779, von Paolo A. Pisoni entworfen), 1976/77 renoviert und nach Süden erweitert. |
| ja   | Datei hochladen · Wikidata zu Ehemaliges Schulhaus (Q29881397)                 | Ehemaliges Schulhaus KGS-Nr.: 13572                 | B    | G   | Kirchstrasse 23 627177 / 235426 | |
| ja   | Datei hochladen · Wikidata zu Pfarrhaus (Q29881402)                            | Pfarrhaus KGS-Nr.: 13994                            | B    | G   | Kirchstrasse 2 627301 / 235480  | Pfarrhaus (1623) mit gemauerter Scheune (seit 1993 zwei Veranstaltungsräume darin) und Holzschopf.                         |